# János Farkas
János Farkas, född 27 mars 1942 i Budapest, död 29 september 1989 i Budapest, var en ungersk fotbollsspelare.
Farkas blev olympisk guldmedaljör i fotboll vid sommarspelen 1964 i Tokyo.